# Kanton Saint-Lô-2
 Saint-Lô-2 is een kanton van het Franse departement Manche. Het kanton maakt deel uit van het arrondissement Saint-Lô.

In 2019 telde het 21.833  inwoners.

Het kanton werd gevormd ingevolge het decreet van 25 februari 2014 met uitwerking op 22 maart 2015, met Saint-Lô als hoofdplaats.

## Gemeenten
Het kanton omvatte bij zijn vorming 16 gemeenten en een deel van Saint-Lô.
Op 1 januari 2016 werden de gemeenten Gourfaleur, La Mancellière-sur-Vire, Saint-Romphaire en Saint-Samson-de-Bonfossé] samengevoegd tot de fusiegemeente (commune nouvelle) Bourgvallées, waaraan op 1 januari nog de gemeenten Le Mesnil-Herman et Soulles werden toegevoegd.
Op 1 januari 2017 werden de gemeenten Canisy en Saint-Ébremond-de-Bonfossé samengevoegd tot de fusiegemeente (commune nouvelle) Canisy.
Sindsdien omvat het kanton volgende  gemeenten: 
- La Barre-de-Semilly
- Baudre
- Bourgvallées
- Canisy
- Carantilly
- Dangy
- La Luzerne
- Quibou
- Saint-Lô (hoofdplaats) (oostelijk deel)
- Saint-Martin-de-Bonfossé
- Sainte-Suzanne-sur-Vire